# Lijst van oorlogsmonumenten in Aalten
De Nederlandse gemeente Aalten heeft minstens 14 oorlogsmonumenten. Hieronder een overzicht.
| Nr.  | Object                              | Herdachte groep | Ontwerper                                                   | Onthulling       | Type               | Locatie                                           | Plaats              | Coördinaten                   | Foto                                |
| ---- | ----------------------------------- | --- | ----------------------------------------------------------- | ---------------- | ------------------ | ------------------------------------------------- | ------------------- | ----------------------------- | ----------------------------------- |
| 1960 | Gedenkraam in de Oosterkerk         | algemeen, verzet Nederland                                                                                             | Marius Richters (ontwerp), Henri van Lamoen (uitvoering)    | 13 juli 1946     | glas-in-lood       | Oosterkerkstraat 1, 7121 AJ                       | Aalten              | 51° 55' 45" NB, 6° 35' 4" OL  | Gedenkraam in de Oosterkerk         |
| 1967 | Om te doen gedenken                 | algemeen, militairen in dienst van het Ned. Kon. 1940-1945, burgerslachtoffers, vervolgden Nederland, verzet Nederland | Bé Thoden van Velzen                                        | 16 juni 1956     | beeld/sculptuur    | Wehmerstraat, 7121 DP                             | Aalten              | 51° 55' 31" NB, 6° 34' 55" OL | Om te doen gedenken                 |
| 1970 | Oorlogsgraven                       | verzet Nederland, geallieerde militairen                                                                               |                                                             |                  | begraafplaats/graf | Romienendiek 2/A, 7122 PA                         | Aalten              | 51° 55' 37" NB, 6° 34' 53" OL | Oorlogsgraven                       |
| 1971 | Monument voor 'Ome Jan'             | verzet Nederland | Broeder Harry van Klooster Slangenburg                      | 30 maart 1988    | beeld/sculptuur    | Markt 12, 7121 CS                                 | Aalten              |                               | Monument voor 'Ome Jan'             |
| 1972 | Herdenkingsmonument                 | verzet Nederland | R. Olthoff (architect), Dick Lemcke (beeldhouwer)           | 4 oktober 1947   | beeld/sculptuur    | Stationsstraat, 7122 AR                           | Aalten              | 51° 55' 19" NB, 6° 34' 43" OL | Herdenkingsmonument                 |
| 1973 | Monument aan de Grevinkweg          | burgerslachtoffers |                                                             | 7 mei 1988       | gedenksteen        | Grevinkweg, 7122 ND                               | Aalten              | 51° 55' 57" NB, 6° 33' 35" OL | Monument aan de Grevinkweg          |
| 1993 | Bevrijdingsmonument                 | algemeen | Albert Diekerhof                                            | 30 augustus 1958 | beeld/sculptuur    | Markt 2                                           | Dinxperlo           | 51° 51' 41" NB, 6° 29' 14" OL | Bevrijdingsmonument                 |
| 2121 | Aalten, plaquette in het NS-station | burgerslachtoffers | Ir. H.G.J. Schelling (ontwerp), H.J. Winkelman (uitvoering) | 8 juni 1948      | plaquette          | Stationsstraat 38, 7122 AR                        | Aalten              | 51° 55' 18" NB, 6° 34' 46" OL | Aalten, plaquette in het NS-station |
| 2161 | Joods monument                      | vervolgden Nederland                                                                                                   | Ferdinand S. van Loopik (1948), J. Niebur (1959)            | 4 mei 1995       | gedenksteen        | Kwikkelstraat 16, 7091 BW                         | Dinxperlo           | 51° 51' 37" NB, 6° 29' 23" OL | Joods monument                      |
| 3208 | Monument op de Joodse begraafplaats | vervolgden Nederland                                                                                                   |                                                             |                  | plaquette          | Haartsestraat, 7121 CW                            | Aalten              | 51° 55' 32" NB, 6° 35' 33" OL | Monument op de Joodse begraafplaats |
| 3209 | Plaquette aan de synagoge           | vervolgden Nederland                                                                                                   |                                                             |                  | plaquette          | Stationsstraat 7, 7122 AS                         | Aalten              | 51° 55' 33" NB, 6° 34' 49" OL | Plaquette aan de synagoge           |
| 3339 | Oorlogsmonument                     | burgerslachtoffers |                                                             | 30 maart 2009    | gedenksteen        | Nijhofsweg 4, 7122 PZ                             | Barlo               | 52° 7' 30" NB, 6° 26' 39" OL  | Oorlogsmonument                     |
| 3817 | Vliegen voor de vrede               | geallieerde militairen                                                                                                 | Wim Westerveld                                              | 26 juni 2003     | beeld/sculptuur    | Huisstededijk                                     | IJzerlo             | 51° 54' 19" NB, 6° 32' 48" OL | Vliegen voor de vrede               |
|      | Stolpersteine                       | vervolgden Nederland                                                                                                   | Gunter Demnig                                               |                  | reliëf             |                                                   | Aalten en Dinxperlo |                               | Meer afbeeldingen                   |
|      | Herdenksteen                        | mannen die in het georganiseerde verzet in Aalten hun leven hebben gegeven                                             | Ab Wouters                                                  | 4 mei 1985       | beeld/sculptuur    | Op de hoek van Kerkstraat en Kosterbulte, 7121 DN | Aalten              | 51° 55' 37" NB, 6° 34' 53" OL | Meer afbeeldingen                   |
|      | Herdenkingsbank                     | algemeen |                                                             |                  | sculptuur          |                                                   | Bredevoort          | 51° 56' 34" NB, 6° 37' 8" OL  | Herdenkingsbank                     |
|      | Vrijheidstafereel                   | geallieerde militairen                                                                                                 | Mirjan Koldeweij                                            | 14 oktober 2022  | sculptuur          | Europaweg / Bevrijding                            | Aalten              | 51° 55' 21" NB, 6° 35' 28" OL |                                     |

Aalten ·
Apeldoorn ·
Arnhem ·
Barneveld ·
Berg en Dal ·
Berkelland ·
Beuningen ·
Bronckhorst ·
Brummen ·
Buren ·
Culemborg ·
Doesburg ·
Doetinchem ·
Druten ·
Duiven ·
Ede ·
Elburg ·
Epe ·
Ermelo ·
Harderwijk ·
Hattem ·
Heerde ·
Heumen ·
Lingewaard ·
Lochem ·
Maasdriel ·
Montferland ·
Neder-Betuwe ·
Nijkerk ·
Nijmegen ·
Nunspeet ·
Oldebroek ·
Oost Gelre ·
Oude IJsselstreek ·
Overbetuwe ·
Putten ·
Renkum ·
Rheden ·
Rozendaal ·
Scherpenzeel ·
Tiel ·
Voorst ·
Wageningen ·
West Betuwe ·
West Maas en Waal ·
Westervoort ·
Wijchen ·
Winterswijk ·
Zaltbommel ·
Zevenaar ·
Zutphen